# Flugplatz Koblenz-Winningen

i7
i11
i13

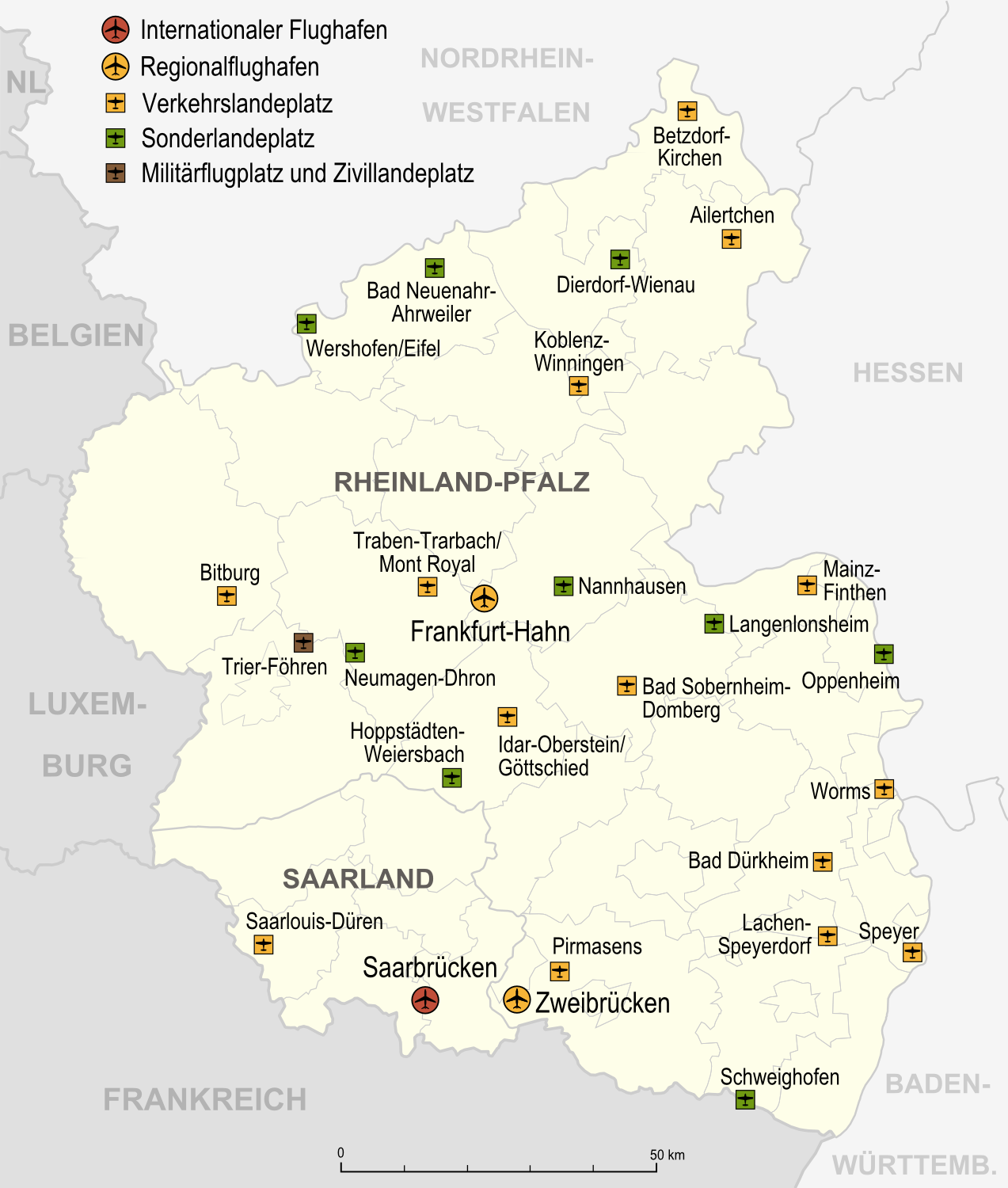
Karte der Flughäfen und Landeplätze in Rheinland-Pfalz und dem Saarland

Der Flugplatz Koblenz-Winningen (IATA-Code: ZNV, ICAO-Code: EDRK) ist ein Verkehrslandeplatz in Rheinland-Pfalz zwischen Koblenz und Winningen. Er wird von der Flugplatz Koblenz-Winningen GmbH betrieben und ist für Flugzeuge und Helikopter bis 5,7 Tonnen sowie für dreiachsgesteuerte UL (andere UL PPR) zugelassen.

## Geschichte
Der Verkehrslandeplatz entstand als Nachfolger des Flugfeldes Koblenz-Karthause, der 1913 auf der Karthause in Koblenz eröffnet wurde. Dort musste der Betrieb 1965 wegen der Erschließung eines neuen Wohngebietes eingestellt werden. Der Flugbetrieb auf dem neuen Flugplatz begann provisorisch 1970. Offiziell eröffnet wurde er 1971.
Nördlich des Platzes hat die Gemeinde Winningen ein Gewerbegebiet erschlossen.

## Einrichtungen
Der Flugplatz verfügt über folgende Einrichtungen: Tankstelle mit den Treibstoffen Jet A1, AVGAS 100 LL und Super Plus, Flugzeugwartungsbetrieb, Dienstgebäude der Polizeihubschrauberstaffel, Restaurant mit Freiterrasse, Hangars.

## Ansässige Luftfahrtunternehmen
- Polizeihubschrauberstaffel Rheinland-Pfalz der Abteilung Bereitschaftspolizei beim Polizeipräsidium Einsatz, Logistik und Technik
- Rhein Mosel Flug (Flugschule)
- GM Aviation GmbH[3]

## Flugsport
Am nordöstlichen Platzende unterhält der Aero-Club Koblenz seine Einrichtungen. Diese bestehen aus einer 1987 erstellten großen Halle mit Werkstatt und Clubräumen. Der Verein betreibt in drei Abteilungen Segel-, Ultraleicht- sowie Motorsegler- und Motorflug.

## Zwischenfälle
Auf Grund seiner Lage auf einem Plateau über dem Moseltal sind die Anflüge auf den Flugplatz nicht immer einfach. Bei starkem Wind stören Leeturbulenzen.
- Im Jahr 1987 verunglückte die Ju 52 der Schweizer Ju-Air mit dem Kennzeichen HB-HOS. Dabei entstand ein Sachschaden von rund zwei Millionen Schweizer Franken. Personen kamen nicht zu Schaden.[4]
- Am 17. Oktober 2013 stürzte kurz nach dem Start ein Ultraleichtflugzeug vom Typ Eurostar in eine Kleingartensiedlung bei Winningen. Dabei kamen zwei Menschen ums Leben.[5][6]
- Am 2. Juli 2023 brannte eine Comco Ikarus, welche nach einem Flug auf dem Flugplatz abgestellt war, vollkommen aus.[7]